# Władysław Sheybal

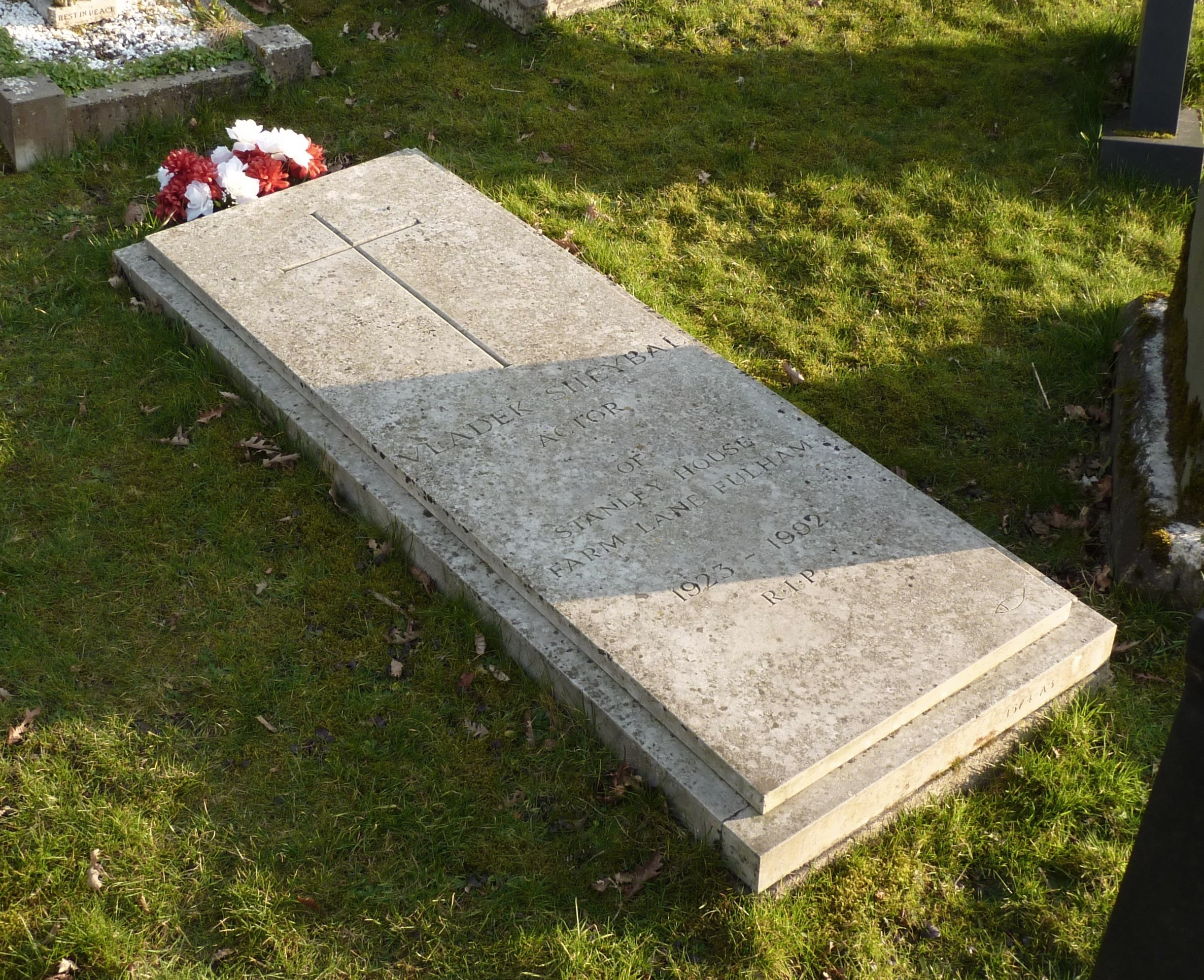
Nagrobek Władysława Sheybala na cmentarzu Putney Vale w Londynie

Władysław Rudolf Zbigniew Sheybal, znany jako Vladek Sheybal (ur. 12 marca 1923 w Zgierzu, zm. 16 października 1992 w Londynie) – polski aktor i reżyser.

## Życiorys

### Wczesne lata
Urodził się w Zgierzu w rodzinie pochodzenia szkockiego o bogatych tradycjach artystycznych jako syn Bronisławy (z domu Kotula) i Stanisława Sheybala (1891–1976), znanego artysty malarza i fotografika, pioniera w zakresie stosowania techniki gumy wielobarwnej. Jego starszy brat, Kazimierz Sheybal, został reżyserem i autorem licznych filmów dokumentalnych, a prapradziadek, Kazimierz Skibiński (1786–1858), był także aktorem. Kiedy miał cztery lata, wraz z rodziną przeprowadził się do Krzemieńca, gdzie w 1927 jego ojciec objął posadę profesora rysunku w Liceum Krzemienieckim. Przyjaźnił się z artystami, którzy w związku z tym często bywali w jego domu. Pod wpływem tej domowej atmosfery młody Władek od najmłodszych lat wykazywał uzdolnienia artystyczne, dużo czytał, uczył się gry na fortepianie, ale najbardziej pociągał go teatr. Brał udział w szkolnych przedstawieniach, m.in. w Balladynie Juliusza Słowackiego grał rolę Grabca.
W czasie II wojny światowej w Warszawie zgłosił się do konspiracyjnego Państwowego Instytutu Sztuki Teatralnej, ale został odrzucony i dopiero po usilnych prośbach przyjęto go na próbę. Za działalność w ruchu oporu dwukrotnie trafiał do obozu koncentracyjnego, z którego również dwukrotnie uciekł. Zbiegłego z transportu na egzekucję ukrywała w Krakowie do końca działań wojennych malarka Hanna Rudzka-Cybis.

### Kariera
Uczył się aktorstwa u Iwo Galla. W marcu 1945 rozpoczął profesjonalną karierę sceniczną w Teatrze I Armii Wojska Polskiego w Łodzi od niewielkiej roli Muzykanta w Weselu Wyspiańskiego w reżyserii Jacka Woszczerowicza u boku Władysława Krasnowieckiego i Jana Świderskiego. W latach 1945–1946 występował na deskach Teatru Starego w Krakowie, w latach 1946–1947 był związany z Teatrem Śląskim w Katowicach. W latach 1947–1949 grał krakowskim Teatrze Dramatycznym. W 1949 przeniósł się do Warszawy, gdzie występował w znaczącym repertuarze teatrów: Narodowego i Ateneum. Grał w Pigmalionie Shawa (1945), Antygonie Sofoklesa (1946), Śnie nocy letniej Szekspira (1947), Maskaradzie Jarosława Iwaszkiewicza (1949). Dużym sukcesem okazała się rola Zbyszka w Moralność pani Dulskiej Zapolskiej (1950) u boku Mieczysławy Ćwiklińskiej i Ireny Eichlerówny. W 1951 otrzymał Nagrodę Państwową II stopnia (zespołowa) za rolę Witolda Bukowicza w spektaklu Grzech Żeromskiego w Teatrze Polskim w Warszawie. 19 stycznia 1955 na wniosek Ministra Kultury i Sztuki został odznaczony Medalem 10-lecia Polski Ludowej. Po raz ostatni w warszawskim Teatrze Ateneum wystąpił jako Achmed w Dziwaku Nâzıma Hikmeta (1956) z Mirosławą Dubrawską. W 1957 był reżyserem komedii Skiz Zapolskiej w Teatrze Młodej Warszawy.
Zadebiutował na ekranie jako gestapowiec w filmie Stanisława Różewicza Trzy kobiety (1956). Po ukończeniu dramatu wojennego Andrzeja Wajdy Kanał (1956), gdzie wystąpił jako kompozytor Michał „Ogromny”, wyjechał na stypendium do Paryża.
W 1957 bez znajomości języka angielskiego wyemigrował do Londynu i zamieszkał w domu w dzielnicy Fulham. Zatrudnił się w sklepie, a wkrótce potem dołączył do teatru polonijnego i podjął naukę języka angielskiego w Dramatic School na Uniwersytecie Oksfordzkim, gdzie reżyserował na scenie uniwersyteckiej i prowadził zajęcia aktorskie. Działalność edukacyjną kontynuował w londyńskiej Royal Academy of Dramatic Art, gdzie jednym z jego słuchaczy był młody Anthony Hopkins. W latach późniejszych wynajmował także apartament w centrum Paryża. Gdy postanowił wrócić do aktorstwa, przyjął łatwiejszą do wymówienia dla cudzoziemców formę swego imienia na Vladek. Szybko odniósł sukces, grając w licznych filmach i serialach, najczęściej role charakterystyczne: obcokrajowców i czarnych charakterów. Najbardziej znane postacie to: mistrz szachowy Kronsteen należący do przestępczej organizacji SPECTRE w Pozdrowieniach z Rosji (1963) z cyklu filmów o Bondzie, demoniczny dr Eiwort w filmie szpiegowskim Kena Russella Mózg za miliard dolarów (Billion Dollar Brain, 1967), dekadencki rzeźbiarz Loerke w melodramacie Russella Zakochane kobiety (1969), Zarubin w dreszczowcu Ekspres pod lawiną (1979) z Lee Marvinem czy portugalski kapitan Ferreira w serialu Szogun (1980) u boku Richarda Chamberlaina.
Zmarł nagle 16 października 1992 na skutek pęknięcia aorty brzusznej i został pochowany na londyńskim cmentarzu Putney Vale Cemetery.

## Filmografia
- 1956: Kanał
- 1956: Trzy kobiety
- 1963: Pozdrowienia z Rosji (From Russia with Love) jako Kronsteen
- 1967: Casino Royale
- 1967: Mózg za miliard dolarów (Billion Dollar Brain)
- 1969: Zakochane kobiety (Women in Love)
- 1970: Lalka na łańcuchu (Puppet on a Chain)
- 1972: Piłat i inni (Pilatus und Andere) jako Józef Kajfasz
- 1979: Starsza pani znika (Lady Vanishes)
- 1980: Szogun (Shogun) jako Ferreira
- 1983: Człowiek zagadka (The Jigsaw Man)
- 1984: Czerwony świt (Red Dawn)